# Dziennik panny służącej (film 1964)
Dziennik panny służącej – francusko-włoski kryminał z 1964 roku na podstawie powieści Octave’a Mirbeau pod tym samym tytułem.

## Główne role
- Jeanne Moreau – Céléstine
- Georges Géret – Józef
- Daniel Ivernel – Kapitan Mauger
- Françoise Lugagne – Pani Monteil
- Muni – Marianne
- Jean Ozenne – Pan Rabour
- Michel Piccoli – Pan Monteil
- Dominique Sauvage – Claire
- Jean-Claude Carrière – Ksiądz
- Claude Jaeger – Sędzia